# Катеринівська волость (Мелітопольський повіт)
Катеринівська волость — адміністративно-територіальна одиниця Мелітопольського повіту Таврійської губернії.
Станом на 1886 рік складалася з 9 поселень, 4 сільських громад. Населення — 2678 осіб (1319 чоловічої статі та 1359 — жіночої), 414 дворових господарств.
|                    | Площа, десятин | У тому числі орної, дес. |
| ------------------ | -------------- | ------------------------ |
| Сільських громад   | 3097           | 865                      |
| Казенної власності | 41877          | 9655                     |
| Іншої власності    | 120            | 100                      |
| Загалом            | 45094          | 10620                    |

Основні поселення волості:
- Катеринівка (Вязівка) — село при річці Великий Утлюк за 37 верст від повітового міста, 378 осіб, 53 двори. За 9 верст — поштова станція.
- Ганнівка — село при річці Великий Утлюк, 320 осіб, 59 дворів, православна церква, лавка.
- Єлізаветівка (Рахманівка) — село при колодязях, 547 осіб, 75 дворів, лавка.
- Калга (Філімонівка) — село при колодязях, 549 осіб, 84 двори.